# Mistrzostwa Europy w Wioślarstwie 2010 – czwórka podwójna mężczyzn
Czwórka podwójna mężczyzn (M4x) – konkurencja rozgrywana podczas Mistrzostw Europy w Wioślarstwie 2010 w Montemor-o-Velho między 10 a 12 września.

## Harmonogram konkurencji
| Wydarzenie                  | Runda         |
| --------------------------- | ------------- |
| Piątek, 10 września 2010    | Eliminacje    |
| Piątek, 10 września 2010    | Repasaże      |
| Sobota, 11 września 2010    | Półfinały A/B |
| Niedziela, 12 września 2010 | Finał B       |
| Niedziela, 12 września 2010 | Finał A       |

## Medaliści
| Złoto                                                                        | Srebro                                                                    | Brąz                                                                                 |
| Polska · Konrad Wasielewski · Marek Kolbowicz · Michał Jeliński · Adam Korol | Chorwacja · David Šain · Martin Sinković · Damir Martin · Valent Sinković | Ukraina · Wołodymyr Pawłowśkyj · Serhij Hryń · Serhij Biłouszczenko · Iwan Dowhod´ko |

## Wyniki

### Eliminacje
Reguła kwalifikacji: 1-3 → PA/B, 4.. → R

#### Eliminacje 1
| Miejsce | Zawodnik                                                                            | Kraj     | Czas    | Uwagi |
| ------- | ----------------------------------------------------------------------------------- | -------- | ------- | ----- |
| 1       | Nikita Morgaczow Igor Sałow Artiom Kosow Siergiej Fiodorowcew                       | Rosja    | 5:50,31 | PA/B  |
| 2       | Petr Buzrla Martin Basl Petr Ouředníček Jan Andrle                                  | Czechy   | 5:52,46 | PA/B  |
| 3       | Wołodymyr Pawłowśkyj Serhij Hryń Serhij Biłouszczenko Iwan Dowhod´ko                | Ukraina  | 5:53,68 | PA/B  |
| 4       | Bjørn Jostein Singstad Thorstein Nordby Truls Albert Hans-Gunnar Grepperud Eikeland | Norwegia | 6:09,57 | R     |
| 5       | Hannes De Reu Bart Poelvoorde Alexander Koch Tim Maeyens                            | Belgia   | 6:16,05 | R     |

#### Eliminacje 2
| Miejsce | Zawodnik                                                      | Kraj       | Czas    | Uwagi |
| ------- | ------------------------------------------------------------- | ---------- | ------- | ----- |
| 1       | David Šain Martin Sinković Damir Martin Valent Sinković       | Chorwacja  | 5:47,48 | PA/B  |
| 2       | Simone Raineri Matteo Stefanini Simone Venier Alessio Sartori | Włochy     | 5:51,09 | PA/B  |
| 3       | Valeri Prosvirnin Vladimir Latin Andrei Jämsä Igor Kuzmin     | Estonia    | 5:55,31 | PA/B  |
| 4       | Pedro Ramos Paulo Quesado Tomé Perdigão Bruno Amorim          | Portugalia | 6:17,43 | R     |

#### Eliminacje 3
| Miejsce | Zawodnik                                                                   | Kraj    | Czas    | Uwagi |
| ------- | -------------------------------------------------------------------------- | ------- | ------- | ----- |
| 1       | Konrad Wasielewski Marek Kolbowicz Michał Jeliński Adam Korol              | Polska  | 5:46,30 | PA/B  |
| 2       | Hans Gruhne Tim Grohmann Lauritz Schoof Mathias Rocher                     | Niemcy  | 5:47,65 | PA/B  |
| 3       | Jean-Marie Imbert Sigmund Verstraete Pierre-Jean Peltier Benjamin Chabanet | Francja | 6:00,62 | PA/B  |
| 4       | Jes Struck Kristian Østergaard Michael Ludwigsen Mikkel Jacobsen           | Dania   | 6:34,34 | R     |

### Repasaże
Reguła kwalifikacji: 1-3 → PA/B
| Miejsce | Zawodnik                                                                            | Kraj       | Czas    | Uwagi |
| ------- | ----------------------------------------------------------------------------------- | ---------- | ------- | ----- |
| 1       | Jes Struck Kristian Østergaard Michael Ludwigsen Mikkel Jacobsen                    | Dania      | 6:28,97 | PA/B  |
| 2       | Bjørn Jostein Singstad Thorstein Nordby Truls Albert Hans-Gunnar Grepperud Eikeland | Norwegia   | 6:30,22 | PA/B  |
| 3       | Pedro Ramos Paulo Quesado Tomé Perdigão Bruno Amorim                                | Portugalia | 6:30,30 | PA/B  |
| 4       | Hannes De Reu Bart Poelvoorde Alexander Koch Tim Maeyens                            | Belgia     | 6:30,55 |       |

### Półfinały A/B
Reguła kwalifikacji: 1-3 → FA, 4... → FB

#### Półfinały A/B 1
| Miejsce | Zawodnik                                                         | Kraj       | Czas    | Uwagi |
| ------- | ---------------------------------------------------------------- | ---------- | ------- | ----- |
| 1       | David Šain Martin Sinković Damir Martin Valent Sinković          | Chorwacja  | 5:56,22 | FA    |
| 2       | Hans Gruhne Tim Grohmann Lauritz Schoof Mathias Rocher           | Niemcy     | 5:57,85 | FA    |
| 3       | Nikita Morgaczow Igor Sałow Artiom Kosow Siergiej Fiodorowcew    | Rosja      | 6:00,46 | FA    |
| 4       | Valeri Prosvirnin Vladimir Latin Andrei Jämsä Igor Kuzmin        | Estonia    | 6:04,85 | FB    |
| 5       | Jes Struck Kristian Østergaard Michael Ludwigsen Mikkel Jacobsen | Dania      | 6:19,35 | FB    |
| 6       | Pedro Ramos Paulo Quesado Tomé Perdigão Bruno Amorim             | Portugalia | 6:33,15 | FB    |

#### Półfinały A/B 2
| Miejsce | Zawodnik                                                                            | Kraj     | Czas    | Uwagi |
| ------- | ----------------------------------------------------------------------------------- | -------- | ------- | ----- |
| 1       | Konrad Wasielewski Marek Kolbowicz Michał Jeliński Adam Korol                       | Polska   | 5:57,71 | FA    |
| 2       | Simone Raineri Matteo Stefanini Simone Venier Alessio Sartori                       | Włochy   | 5:58,56 | FA    |
| 3       | Wołodymyr Pawłowśkyj Serhij Hryń Serhij Biłouszczenko Iwan Dowhod´ko                | Ukraina  | 5:59,60 | FA    |
| 4       | Petr Buzrla Martin Basl Petr Ouředníček Jan Andrle                                  | Czechy   | 6:00,06 | FB    |
| 5       | Jean-Marie Imbert Sigmund Verstraete Pierre-Jean Peltier Benjamin Chabanet          | Francja  | 6:14,70 | FB    |
| 6       | Bjørn Jostein Singstad Thorstein Nordby Truls Albert Hans-Gunnar Grepperud Eikeland | Norwegia | 6:20,50 | FB    |

### Finał B
| Miejsce | Zawodnik                                                                            | Kraj       | Czas    | Uwagi |
| ------- | ----------------------------------------------------------------------------------- | ---------- | ------- | ----- |
| 1       | Petr Buzrla Martin Basl Petr Ouředníček Jan Andrle                                  | Czechy     | 5:58,18 |       |
| 2       | Valeri Prosvirnin Vladimir Latin Andrei Jämsä Igor Kuzmin                           | Estonia    | 5:58,48 |       |
| 3       | Jean-Marie Imbert Sigmund Verstraete Pierre-Jean Peltier Benjamin Chabanet          | Francja    | 6:01,55 |       |
| 4       | Bjørn Jostein Singstad Thorstein Nordby Truls Albert Hans-Gunnar Grepperud Eikeland | Norwegia   | 6:05,03 |       |
| 5       | Pedro Ramos Paulo Quesado Tomé Perdigão Bruno Amorim                                | Portugalia | 6:07,87 |       |
| 6       | Jes Struck Kristian Østergaard Michael Ludwigsen Mikkel Jacobsen                    | Dania      | 6:10,34 |       |

### Finał A
| Miejsce | Zawodnik                                                             | Kraj      | Czas    | Uwagi |
| ------- | -------------------------------------------------------------------- | --------- | ------- | ----- |
|         | Konrad Wasielewski Marek Kolbowicz Michał Jeliński Adam Korol        | Polska    | 5:53,04 |       |
|         | David Šain Martin Sinković Damir Martin Valent Sinković              | Chorwacja | 5:54,05 |       |
|         | Wołodymyr Pawłowśkyj Serhij Hryń Serhij Biłouszczenko Iwan Dowhod´ko | Ukraina   | 5:54,36 |       |
| 4       | Hans Gruhne Tim Grohmann Lauritz Schoof Mathias Rocher               | Niemcy    | 5:55,50 |       |
| 5       | Nikita Morgaczow Igor Sałow Artiom Kosow Siergiej Fiodorowcew        | Rosja     | 5:58,75 |       |
| 6       | Simone Raineri Matteo Stefanini Simone Venier Alessio Sartori        | Włochy    | 6:01,50 |       |